# Grand collisionneur de hadrons
« LHC » redirige ici. Pour les autres significations, voir LHC (homonymie).

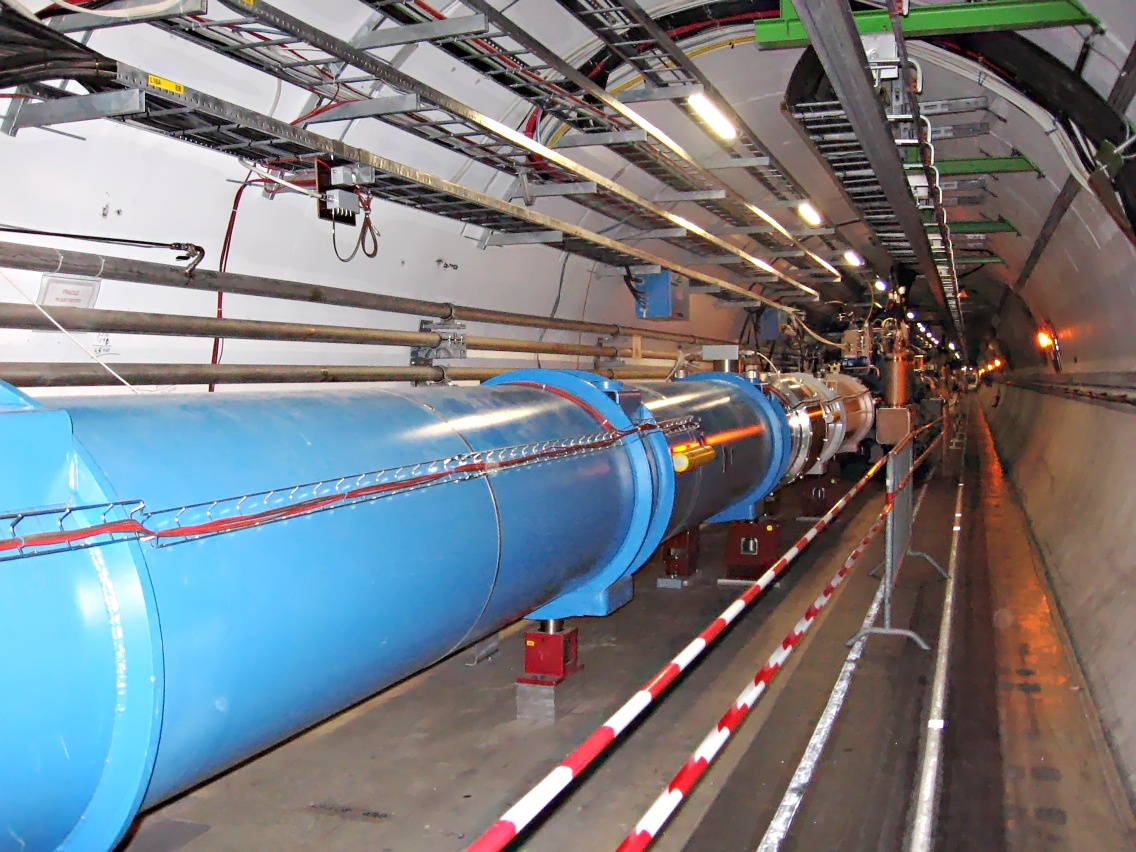
Tunnel du LHC avec le tube contenant les électroaimants supraconducteurs.

Le Grand collisionneur de hadrons (en anglais : Large Hadron Collider — LHC) est un accélérateur de particules mis en fonction en 2008 au CERN et situé dans la région frontalière entre la France et la Suisse, entre la périphérie nord-ouest de Genève et le pays de Gex (France). C'est l'accélérateur de particules le plus puissant construit à ce jour, a fortiori depuis son amélioration achevée en 2015 après deux ans de mise à l'arrêt. Il est même présenté comme le plus grand dispositif expérimental jamais construit pour valider des théories physiques. En 2012, il confirme l'existence du boson de Higgs.
Le LHC a été construit dans le tunnel circulaire (26 659 m de longueur) de son prédécesseur, le collisionneur LEP (Large Electron Positron). À la différence de ce dernier, ce sont des protons — de la famille des hadrons — qui sont accélérés pour produire des collisions, en lieu et place des électrons ou des positons pour le LEP.
Ces protons seront accélérés jusqu'à une énergie de 7 TeV, soit près de 7 500 fois leur énergie de masse. L'énergie totale de deux protons incidents sera ainsi de 14 TeV. Le LHC sera également utilisé pour accélérer des ions lourds comme le plomb avec une énergie totale de collision de 1 150 TeV pour le noyau dans son ensemble, soit un peu plus de 2,75 TeV par nucléon qu'il contient.
Huit détecteurs, dont quatre de très grande taille, sont installés sur cet accélérateur, à savoir ATLAS, CMS, TOTEM, LHCb, ALICE, LHCf, MoEDAL et FASER (voir leur description détaillée).

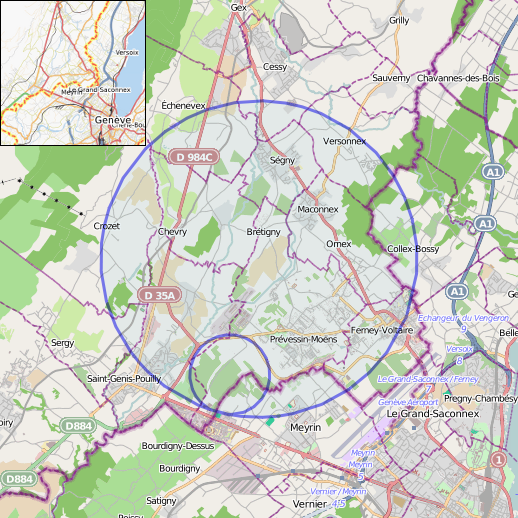
Situation du LHC et du SPS.

Un diagramme de Feynman montrant une voie possible de génération d'un boson de Higgs au LHC. Ici, deux quarks émettent des bosons W ou Z^{0} qui se combinent pour former un boson de Higgs neutre.

## Objectifs
Les physiciens espèrent apporter des éléments de réponse à plusieurs questions concernant la physique des particules et la cosmologie à l'aide de ces détecteurs :
- le modèle standard décrit de façon remarquablement précise la physique des particules. Il prédit l'existence d'une particule, appelée boson de Higgs, dont la détection est un des objectifs prioritaires du LHC car il permettrait de tester la validité de certaines théories (telles que la théorie des cordes). Cette détection a été annoncée le 4 juillet 2012 ;
- de nombreux arguments théoriques privilégient l'existence de la supersymétrie, qui prédit que chaque type de particule connue possède un alter ego appelé superpartenaire. La mise en évidence de la supersymétrie est le second enjeu du LHC ;
- de très nombreux modèles de supersymétrie existent. Si la supersymétrie est détectée, le LHC sera en mesure de faire le tri entre les modèles viables ;
- les observations cosmologiques indiquent qu'une grande partie (96 %) de la masse de l'univers est sous forme de constituants inconnus en laboratoire. L'un de ces constituants, appelé, faute de mieux le connaître, la « matière noire », pourrait être mis en évidence au LHC ;
- des modèles de physique des hautes énergies, notamment la théorie des cordes, prédisent l'existence de dimensions supplémentaires en sus des quatre dimensions (3 + le temps) d'espace que nous connaissons. Certaines collisions réalisées au LHC pourraient indirectement les mettre en évidence, notamment par la formation de trous noirs microscopiques ;
- il semble probable que matière et antimatière existaient en quantités égales lors du Big Bang. Par la suite, un phénomène très mal connu a vraisemblablement généré un léger surplus de matière sur l'antimatière (ce phénomène est appelé baryogénèse). Matière et antimatière se sont ensuite annihilées en quantités strictement égales, ne laissant finalement que l'infime surplus de matière. Le LHC pourrait être en mesure de mieux expliquer ce processus ;
- les noyaux atomiques sont constitués de protons et de neutrons, chacun étant composé d'entités plus élémentaires appelées quarks. Les quarks n'existent aujourd'hui pas isolément, mais uniquement par groupes de deux ou trois particules (3 dans le cas des neutrons et des protons). Cette propriété est appelée confinement des quarks. Selon toute vraisemblance, à très haute température, les quarks peuvent exister isolément. Le LHC tentera de mettre en évidence cette « transition de déconfinement » et les propriétés de ce nouvel état de la matière appelé plasma quarks-gluons ;
- le LHC n'ayant pas encore détecté en 2023 les WIMPs, les scientifiques approfondissent un modèle non prédit par le modèle standard de la physique des particules, où la matière noire n'interagit pas faiblement avec la matière ordinaire mais où elle interagit fortement avec certaines particules du modèle standard. Des particules hypothétiques comme quarks noirs et gluons noirs pourraient être détectées lors de collisions à haute énergie entre protons au sein du Grand collisionneur de hadrons[5].

## Historique
Le projet de construire un grand collisionneur de hadrons fut officiellement approuvé en décembre 1994, pour succéder au LEP. Les quatre grands détecteurs installés (ATLAS, CMS, ALICE et LHCb) furent approuvés entre 1996 et 1998. Sa mise en service était initialement prévue pour 1999 mais des retards multiples, techniques et financiers, la repoussèrent successivement à la fin de l'année 2007 puis à la fin de l'été 2008. L'arrêt du LEP eut finalement lieu en 2000, et son démantèlement, suivi du début de la construction du LHC, eut lieu presque immédiatement après. Un débat eut lieu en 2000 lors de l'arrêt du LEP. Celui-ci produisit des résultats ambigus aux plus hautes énergies auxquelles il pouvait fonctionner (un peu plus de 200 GeV), suggérant la mise en évidence du boson de Higgs, une particule prédite par le modèle standard de la physique des particules. L'opportunité de prolonger la durée de vie du LEP afin de confirmer ce résultat fut opposée à celle de démanteler le LEP afin de construire le LHC le plus rapidement possible. Ce fut finalement la seconde solution qui fut retenue, la sensibilité du LEP étant considérée comme insuffisante pour confirmer de façon indiscutable l'existence du boson de Higgs, et le risque que le boson de Higgs soit découvert dans l'intervalle par le Tevatron, installé aux États-Unis, étant considéré comme limité.
Un projet d'accélérateur similaire mais plus puissant (énergie de 20 TeV par proton au lieu de 7 pour le LHC) avait également été proposé aux États-Unis, le Superconducting Super Collider (SSC), mais fut abandonné pour diverses raisons budgétaires en 1993.
Le coût total du projet est pour le CERN de 6 milliards de francs suisses (soit environ 5,2 milliards d'euros). La construction du LHC lui-même se monte à 4,6 milliards de francs suisses, dont une masse salariale de 20 %. La part financée par le CERN dans la construction des détecteurs se monte à 1,1 milliard de francs suisses, plus une contribution majoritaire hors CERN (le CERN finance 20 % de CMS et LHCb, 16 % de ALICE et 14 % de ATLAS). Un peu moins de 300 millions de francs suisses ont été également investis dans l'amélioration de l'injecteur (la chaîne d'accélérateurs qui produit les faisceaux et les injecte dans l'anneau principal) et les moyens informatiques. Tous les éléments de l'accélérateur et de ses expériences (détecteurs) étaient en place fin 2007 - début 2008.

### Médiatisation de craintes autour des conséquences de la mise en opération
Si la presse scientifique a surtout souligné les enjeux scientifiques de l'expérience, un des aspects les plus traités par la presse généraliste est constitué par les actions en justice de quelques scientifiques qui demandent la suspension de l'expérience par crainte de création de micro-trous noirs au LHC. En astrophysique, un trou noir est décrit comme un objet engloutissant tout sur son passage, mais les trous noirs microscopiques susceptibles d'être créés au LHC ne partageraient pas cette propriété. Dans le cas où ils seraient néanmoins produits, ils seraient, du fait de leur masse, soumis au phénomène d'évaporation des trous noirs prédit par Stephen Hawking en 1975 et disparaîtraient avant d'avoir eu le temps d'absorber la matière environnante. Le phénomène d'évaporation des trous noirs n'ayant jamais été observé expérimentalement, et étant méconnu du grand public, les risques de l'expérience n'ont pas pu être réfutés formellement et sont devenus un sujet populaire.
Le 21 mars 2008, deux personnes, Walter L. Wagner et Luis Sancho, ont cependant intenté un procès au CERN devant la cour d'Honolulu à Hawaï au motif que le collisionneur pourrait se révéler dommageable d'une manière ou d'une autre, par exemple en créant un trou noir. Leur plainte a été jugée recevable, pour être ensuite définitivement rejetée. Une autre plainte a été déposée, fin août 2008, en Europe, devant la Cour européenne des droits de l'homme de Strasbourg, pour les mêmes raisons. La plainte a finalement été rejetée quelques jours plus tard.
À la suite de ces affaires, plusieurs chercheurs, puis le CERN, ont publié divers documents,, sur la sécurité du LHC, concluant que l'accélérateur est sûr. Le principal argument mis en avant est que la haute atmosphère terrestre, comme en fait tous les corps célestes, est continuellement bombardée de particules très énergétiques, les rayons cosmiques. L'énergie dégagée par ces collisions peut parfois être bien supérieure à celle mise en jeu dans un accélérateur de particules sur Terre comme le LHC ; aussi sont-ils certains que quels que soient les effets secondaires de ces réactions, ils ne seront pas dangereux pour la biosphère, sans quoi elle n'aurait pu se développer pendant plusieurs milliards d'années.
La crainte que des collisions de particules élémentaires donnent lieu à un événement catastrophique n'est pas nouvelle, elle remonte à près de dix ans. Lors de la mise en service du collisionneur d'ions lourds Relativistic Heavy Ion Collider (RHIC) du Laboratoire national de Brookhaven (État de New York), le physicien Alvaro de Rujula et deux collaborateurs avaient imaginé un scénario catastrophe susceptible, en principe, de provoquer la destruction de la Terre. L'affaire avait à l'époque également suscité suffisamment d'intérêt pour nécessiter une analyse détaillée expliquant l'innocuité d'une telle expérience.
Le physicien Stephen Hawking, après avoir exposé, en 2008, ses raisons de penser que l'on n'observerait pas le boson, s'est exprimé sur ses craintes à l'égard du boson de Higgs, en 2014 :

« Le boson de Higgs a le potentiel inquiétant de devenir métastable à des énergies dépassant les 100 milliards de gigaélectron volt. Cela pourrait dire que l'univers pourrait subir une désintégration du vide catastrophique, avec une bulle s'étendant à la vitesse de la lumière. […] Cela pourrait se produire à tout moment et nous ne le verrions pas venir. »

Des collisions à 100 milliards de GeV par proton requerraient un accélérateur de la taille de la Terre.

### Premier faisceau dans le LHC
Le LHC a été finalement lancé le 10 septembre 2008. Un communiqué de presse du CERN a rapporté en ces termes l'injection du premier faisceau dans l'accélérateur : « Moment historique dans le Centre de contrôle : le faisceau vient d'effectuer un tour complet de l'accélérateur. Genève, 10 septembre 2008. À 10 h 28 ce matin, le premier faisceau injecté dans le Grand collisionneur de hadrons (LHC) du CERN a fait le tour complet de l'anneau de 27 kilomètres qui abrite l'accélérateur de particules le plus puissant du monde. Cet événement historique marque la transition vers une nouvelle ère de découvertes scientifiques qui se prépare depuis plus de vingt ans ».
Le LHC a été arrêté une première fois quelques jours après, en raison d'un problème électrique affectant le système de refroidissement. Il a été remis en route le 18 septembre 2008, avant d'être de nouveau arrêté, et pour un peu plus d'une année, à cause d'un incident lors d'un test. Selon un communiqué du CERN, le problème vient d'une importante fuite d'hélium survenue dans le tunnel. Cette fuite a été occasionnée par un problème de connexion électrique qui a entraîné la fonte de deux aimants.
L'accélérateur a redémarré le 23 octobre 2009 avec l'injection de protons et d'ions lourds et le 7 novembre 2009, les premières particules étaient détectées dans le détecteur CMS.
Le 20 novembre 2009, le faisceau de protons réalise à nouveau plusieurs tours complets du collisionneur. Le redémarrage se fait progressivement à une énergie de 1,2 TeV maximum dans un premier temps. Le 30 novembre 2009, le CERN indique avoir fait circuler dans le LHC le faisceau le plus énergétique du monde en ayant conféré aux protons une énergie de 1,18 TeV battant le record établi précédemment par l'accélérateur de particules américain Tevatron,.

### Premières collisions

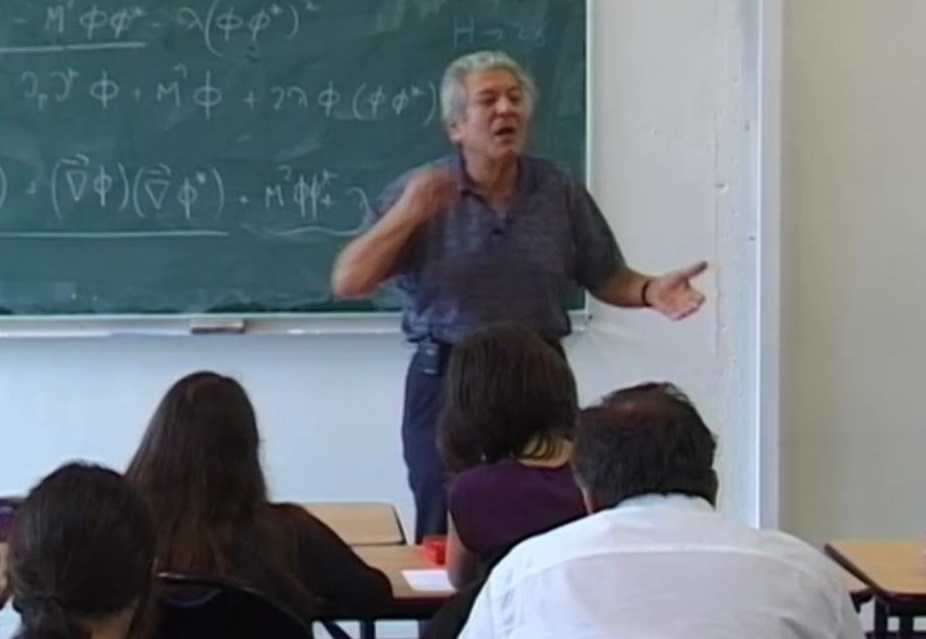
Séminaire sur la physique du LHC par Jean Iliopoulos (2009).

Le lundi 23 novembre 2009 marque la première collision de faisceaux de particules au sein de l'instrument. En début d'après-midi, après que deux faisceaux de protons eurent circulé en sens inverse, ils se sont rencontrés au niveau du détecteur ATLAS. Puis, plus tard dans la soirée, l'expérience a été renouvelée aux niveaux des détecteurs CMS, ALICE et LHCb. Le 28 novembre 2009, les physiciens de la collaboration ALICE ont publié sur arXiv, un article sur les premières collisions de protons au sein de ce détecteur. Le 8 décembre 2009, les collisions de particules les plus énergétiques produites dans un accélérateur ont eu lieu. L'énergie totale a atteint 2,36 TeV battant ainsi le précédent record du Tevatron.
À partir de mi-décembre 2009 a eu lieu un arrêt technique qui s'est achevé fin février 2010 ; le but était de préparer la machine à une exploitation à 3,5 TeV par faisceau pendant l'année 2010. Cela a permis d'effectuer des collisions avec une énergie totale de 7 TeV le 30 mars 2010 mais avec une luminosité de 1 × 1027 cm−2 s−1 très inférieure à la cible nominale du LHC. Le mois de mai a permis un accroissement par 6 de l'intensité des faisceaux de protons et par 60 de la luminosité des collisions. Cette luminosité a continué de croître pendant tout l'été 2010 par augmentation du nombre de paquets injectés jusqu'à atteindre en septembre une luminosité de 2 × 1031 cm−2 s−1. L'objectif de luminosité crête fixé pour 2010 a été dépassé le 14 octobre avec une luminosité atteinte de 1,48 × 1032 cm−2 s−1.
Le 4 novembre 2010, les faisceaux de protons ont été arrêtés pour être remplacés par des faisceaux d'ions lourds et en particulier des faisceaux d'ions de plomb. Le 23 mai 2011, le LHC a atteint une luminosité suffisante pour produire 100 millions de collisions par seconde.
Début 2013 ont été réalisées des collisions de protons avec des ions plomb, dans le cadre de recherches sur l'état de la matière juste après le Big Bang. Courant février 2013, le LHC est retourné quelques jours à des collisions proton-proton. Le LHC a ensuite été arrêté, toujours courant février 2013, pour une longue période de travaux d'environ deux ans. Ces travaux ont permis la mise à niveau du LHC en vue de la réalisation de collisions à des records d'énergie encore plus élevés, de l'ordre de 13 TeV, attendues pour juin 2015. Le LHC a repris son activité le 5 avril 2015.

## Caractéristiques techniques
Construit dans le tunnel de 3 mètres de diamètre et de 27 km de long qui avait abrité le LEP (1989-2000), foré sous la plaine lémanique entre Genève et le Jura, passant sous le pays de Gex, à une profondeur moyenne de 100 mètres (entre 50 et 175 mètres), le LHC est d'abord un accélérateur-collisionneur circulaire de protons (protons contre protons, ou pp). Le dispositif utilise la technologie du synchrotron. Les deux faisceaux de particules sont accélérés en sens inverse par le champ électrique à très haute fréquence des cavités accélératrices et des klystrons. Ils tournent dans deux tubes jumelés où règne un ultravide, insérés dans un même système magnétique supraconducteur refroidi par de l'hélium liquide. Des aimants additionnels sont utilisés pour diriger les faisceaux aux quatre points d'intersection où des collisions permettront des interactions entre les particules.

### Le tunnel
Le tunnel dans lequel est construit le LHC est celui précédemment utilisé par le LEP, pour des raisons budgétaires. Ce tunnel est d'une longueur d'un peu moins de 27 kilomètres (26 659 mètres), et de forme approximativement circulaire. Il est en réalité composé de huit arcs de cercles appelés octants, reliés par des sections droites appelées insertions. Les huit octants sont de structure identique, et parsemés d'aimants dont le rôle est de courber le faisceau de particules.
Les travaux de creusement se déroulèrent de 1983 à 1988, utilisant entre autres trois tunneliers. À l'époque ce fut le plus vaste chantier européen avec plus de 1,4 million de mètres cubes excavés. Il est à noter que l'anneau en lui-même représentait paradoxalement moins de la moitié de ce volume, le reste correspondant aux puits d'accès, aux cavernes destinées à accueillir les expériences, et à de multiples tunnels et galeries de service.
Cette entreprise ne fut pas sans difficultés : malgré la taille de l'ensemble la précision était de rigueur, et finalement l'écart avec le tracé théorique n'excéda pas un centimètre. En raison d'un problème géologique, l'ouvrage ne put être construit à l'horizontale parfaite : le plan dans lequel se trouve l'anneau présente ainsi une pente de 1,4 %. Et enfin, en 1986 le tunnel subit l'intrusion de grandes quantités d'eau, de sable, et de boue, ce qui entraîna une interruption du chantier pendant plusieurs mois.

### Les électroaimants supraconducteurs

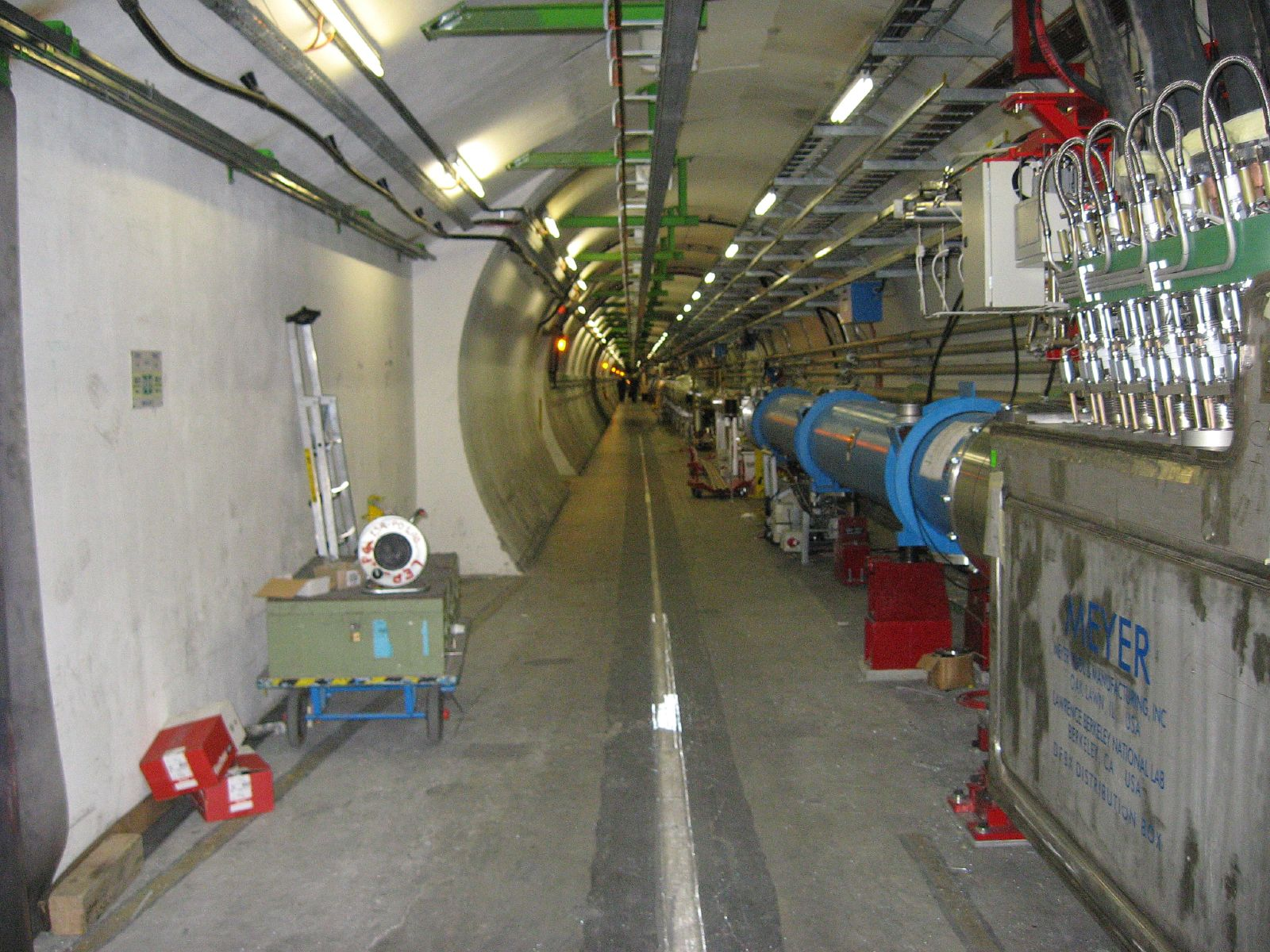
Électroaimant supraconducteur dipolaire.

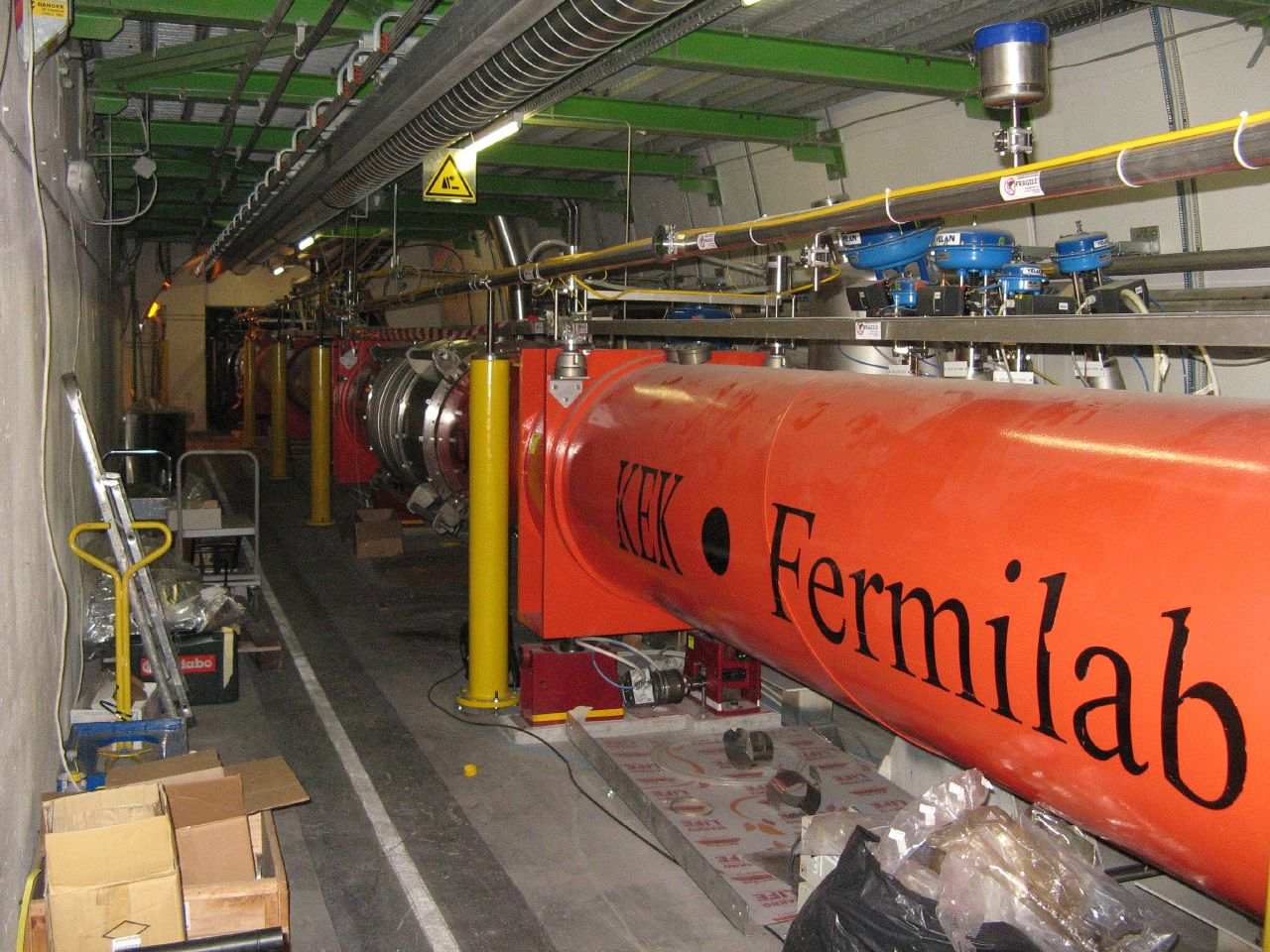
Électroaimant supraconducteur quadripolaire.

Le champ magnétique nécessaire pour courber le faisceau de protons de 7 TeV est de 8,3 teslas. De tels champs magnétiques peuvent être réalisés à l'aide d'électroaimants classiques, mais au prix d'un courant électrique considérable. En temps normal, un tel courant électrique serait à l'origine d'un très important dégagement de chaleur. Le seul moyen d'éviter ce problème consiste à utiliser le phénomène de supraconductivité, qui permet au courant électrique de circuler sans dissipation de chaleur. La supraconductivité ne se produit qu'à très basse température, quelques degrés au-dessus du zéro absolu.
9 593 électroaimants supraconducteurs, dont 1 232 aimants dipolaires de courbure sont répartis autour des deux anneaux accélérateurs lovés l'un dans l'autre. Ces aimants dipolaires sont répartis de façon homogène à raison de 154 aimants par octant. Des électroaimants quadripolaires assurent la focalisation des faisceaux de particules. Le LHC compte 392 aimants quadripolaires principaux.
Les électroaimants de courbure mesurent 15 mètres de long, sont légèrement courbes, pèsent 34 tonnes chacun, engendrent un champ magnétique de 8,3 teslas (83 000 gauss) et permettent une déviation du faisceau de 0,6 mm par mètre. Ils sont bobinés avec un câble métallique complexe fait de filaments de niobium-titane inséré dans du cuivre. Plusieurs milliers de filaments de 7 µm composent le câble. 7 000 km de câbles (1 200 tonnes) ont été fabriqués pour ces bobinages. La supraconductivité permet de maintenir un courant électrique de 12 000 ampères dans le câble (courant nominal). Le refroidissement cryogénique à 1,9 K (−271,3 °C) est obtenu au moyen de 94 tonnes d'hélium. Il faut six semaines de refroidissement pour amener les 40 000 tonnes du dispositif à 1,9 K.

### Les injecteurs du LHC

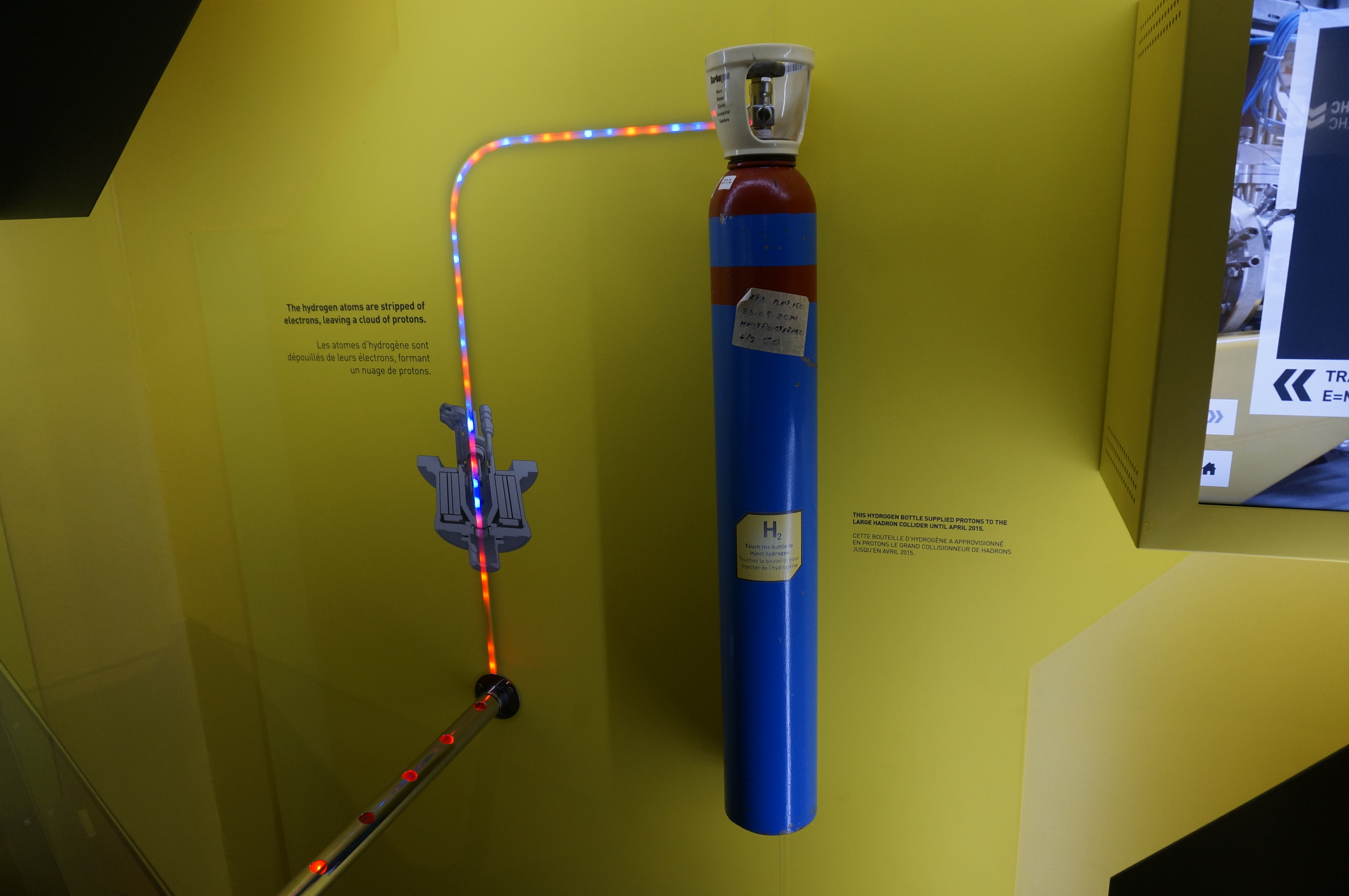
Bouteille d'hydrogène qui a alimenté en protons le LHC jusqu'en avril 2015

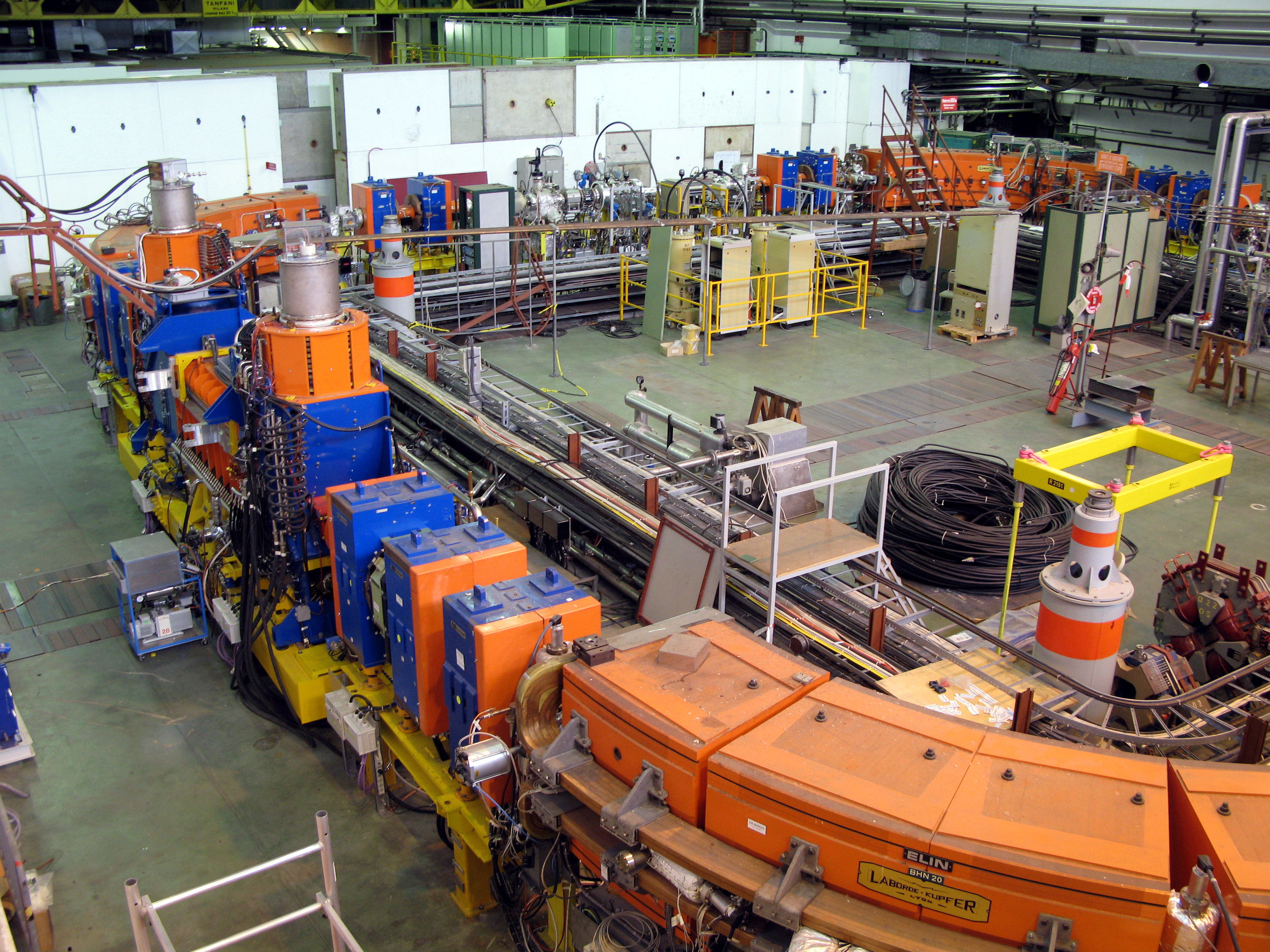
Le Low Energy Ion Ring, faisant partie de la chaîne d'accélération des ions lourds étudiés par le LHC.

L'accélération se produit par étages (préaccélérateurs) comme au Tevatron. Le LHC reçoit les particules d'une chaîne existante comprenant un accélérateur linéaire de la série Linac (pour Linear particle accelerator).
Installé en 1978, l'accélérateur à protons (Linac 2) de 50 MeV alimente un Booster (Proton Synchrotron Booster, ou PSB). Les protons sont ensuite injectés à 1,4 GeV dans le Proton Synchrotron (PS), qui les accélère à 25 GeV avant leur passage dans le Super Synchrotron à Protons (SPS) de 2 km de diamètre pour une montée en énergie jusqu'à 450 GeV. Deux dispositifs, le LEIR (Low-Energy Injector Ring), anneau de stockage et de refroidissement des ions et l'AD (Antiproton Decelerator), générateur d'antiprotons à 2 GeV permettent d'obtenir des particules refroidies et décélérées.
En mode de collision d'ion lourds, la chaîne d'accélération est légèrement différente. Un second accélérateur linéaire, Linac 3 accélère des atomes de plomb issus d'une source très pure de 500 kilogrammes. Ces atomes sont partiellement ionisés, ayant perdu jusqu'à 29 électrons (sur les 82 qu'ils comportent au départ). Seuls ceux ionisés 29 fois sont conservés. Ils sont alors accélérés à une énergie de 4,2 MeV par nucléon (soit environ 875 MeV pour le noyau complet) et sont mis en collision avec une feuille de carbone qui leur arrache 25 électrons supplémentaires. Ils passent alors dans un instrument appelé LEIR (pour Low Energy Ion Ring, ou anneau d'ions de basse énergie) où ils sont accélérés à 72 MeV par nucléon. Ils sont ensuite injectés dans le PS (sans passer par le Booster, contrairement aux protons) qui les accélère à 5,9 GeV par nucléon. Une seconde feuille finit d'arracher la totalité des électrons des ions, qui passent dans le SPS qui accélère les noyaux de plomb à 177 GeV par nucléon, avant de les injecter dans le LHC qui leur fait atteindre une énergie de 2,76 TeV par nucléon.
L'accélérateur linéaire Linac 4 est inauguré le 9 mai 2017. Il mesure 12 mètres de long et est alimenté par deux bouteilles d'hydrogène pressurisées. L'hydrogène entre dans une chambre à plasma où le mélange avec un gaz de césium transfère des électrons du césium vers l'hydrogène et génère des anions hydrures H−, leur charge permettant de les accélérer. De nombreux tests seront réalisés avant la connexion avec le LHC en 2019. Le Linac 4 participera au projet HL-LHC (HL signifiant « haute luminosité ») qui prévoit de multiplier la luminosité du LHC par 5 d'ici à 2026.

### Les faisceaux de protons
Les protons sont accélérés à des vitesses extrêmement proches de celle de la lumière. Avec une énergie de 7 TeV, soit 7 500 fois leur énergie de masse, leur vitesse est d'environ 0,999 999 991 fois celle de la lumière, autrement dit, ils se déplacent à seulement 2,7 mètres par seconde moins vite que la lumière (299 792 455,3 au lieu de 299 792 458 mètres par seconde).

Le système des préaccélérateurs, le collisionneur et les expériences au LHC.
Les préaccélérateurs sont le PS (Proton Synchrotron) et le SPS (Super Protron Synchrotron). Le Proton Synchrotron Booster n'est pas représenté. Les accélérateurs linéaires permettent de choisir entre les protons et les ions lourds de plomb. Les quatre expériences principales sont représentées en jaune sur le collisionneur.

Les faisceaux parcourent les 27 km de circonférence environ 11 000 fois par seconde (chaque proton se déplaçant presque à la vitesse de la lumière, il parcourt l'anneau en 89 µs). Ils sont formés chacun de 2 808 paquets très denses de particules, ce qui représente une amélioration considérable par rapport au LEP, qui ne comportait que quatre paquets. L'intervalle entre les paquets est généralement de 7,5 mètres soit un écart de 25 nanosecondes entre deux passages de paquets. Certains paquets sont beaucoup plus espacés pour diverses raisons de maintenance (injection de nouveaux paquets, ou éjection de paquets présents). Finalement, chaque point de collision voit 31,5 millions de collisions entre paquets par seconde.
Chaque paquet contient 1011 protons, mais lors d'une collision seule une infime partie des protons entre en collision. Afin de maximiser les chances de collision, les paquets sont comprimés au voisinage des détecteurs, pour mesurer 16 microns, alors qu'entre les détecteurs, leur étalement peut atteindre plusieurs centimètres en longueur (le long du faisceau) et un millimètre en largeur (perpendiculairement au faisceau). Avec les capacités de focalisation des faisceaux, ce sont environ 20 collisions attendues dans une rencontre entre deux paquets, soit un peu plus de 600 millions de collisions enregistrables par seconde et par détecteur. Du fait des collisions et des particules déviées de leur trajectoire lors des interactions entre paquets, les faisceaux de protons s'appauvrissent peu à peu. Leur durée de vie est de quelques heures.
La puissance perdue par les particules est proportionnelle à la puissance quatrième du rapport entre l'énergie du faisceau et la masse des particules accélérées et inversement proportionnelle au rayon de l'accélérateur. Les protons étant 1 836 fois plus lourds que les électrons, ils perdent 1013 fois moins d'énergie par tour que les électrons pour une énergie de faisceau donnée. Mais les protons sont des objets composites (partons), constitués de quarks et de gluons, ce qui rend l'étude des collisions plus complexe que dans le cas de collisions électrons-positons comme c'était le cas dans le LEP. Chaque collision proton-proton sera en fait une collision entre deux constituants appartenant à l'un et à l'autre proton. Les détecteurs observeront des collisions quark-quark, quark-gluon ou gluon-gluon.
| Énergie de collision                                               | 7 TeV              |
| Énergie de l'injection                                             | 450 GeV (0,45 TeV) |
| Champ magnétique dipolaire pour faire circuler les protons à 7 TeV | 8,33 T             |
| Luminosité                                                         | 1 × 1034 cm−2 s−1  |
| Courant électrique du faisceau de protons                          | 0,56 A             |
| Espace entre les bouffées                                          | 7,48 m             |

### Gestion informatique
Lors du fonctionnement normal de la machine, trente millions de croisements entre les paquets de protons de l'accélérateur auront lieu chaque seconde dans chaque détecteur des quatre expériences du LHC (Alice, Atlas, CMS et LHCb). Chaque croisement générant des collisions de particules qui créent alors une multitude de particules secondaires (plus de 6 000 traces reconstituées par événement ion-lourds dans un détecteur tel que CMS).
Le flot de données résultant est bien au-delà des capacités de traitement et de stockage actuelles, c'est pourquoi les événements produits sont traités en ligne par des processus de déclenchements rapides, qui rejettent les événements jugés peu intéressants avant même que les données ne soient sorties du détecteur.
Cependant, même après cette première sélection qui ne retient que quelques événements par millions produits, cela fait encore de quelques dizaines à quelques centaines d'événements par seconde, pesant chacun de l'ordre d'un mégaoctet pour les données brutes (quelques centaines de kilooctets pour les données reconstruites) qu'il s'agit de stocker puis d'analyser.
Au total, ce seront environ quinze pétaoctets de données qui devront être enregistrés et analysés chaque année par le système informatique associé au LHC.
Le CERN ne disposant pas à lui seul d'une puissance suffisante de calcul, les instituts et les physiciens travaillant à ce projet étant répartis sur toute la planète, on a choisi de répartir les données dans le monde entier pour les analyses et de créer une couche logicielle (la grille) pour ce faire.

#### La grille informatique du LHC
La grille de calcul du LHC a été nommée WLCG (Worldwide LHC Computing Grid). D'un point de vue matériel, elle est composée de plusieurs dizaines de milliers d'ordinateurs, de plusieurs dizaines de pétaoctets de stockage disque et bandes répartis dans plus d'une centaine de centres de calcul dans le monde. Cet ensemble matériel est coordonné par l'infrastructure logicielle gLite (intergiciel – en anglais middleware – de grille).
Cette grille est hiérarchisée en Tiers (niveaux) afin de répartir les rôles entre les différents centres de calcul impliqués dans WLCG. Au centre, le CERN (Tier-0) est la source des données (c'est là que se trouvent l'accélérateur et les détecteurs). Immédiatement rattaché au Tier-0 se trouve le Tier-1 qui reçoit une copie des données primaires par le biais de liaisons haut-débits spécialisées (au moins 10 gigabits par seconde). L'activité de Tier-1 implique sept centres européens (dont, pour la France le centre de calcul de l'IN2P3, à Villeurbanne, qui stockera environ un dixième des données), trois laboratoires américains et un laboratoire en Asie. De nombreux laboratoires plus petits (une centaine à travers le monde) forment un deuxième cercle de la structure (Tier-2) qui fournit la puissance de calcul pour les analyses et les simulations, ainsi que des espaces de stockage temporaire.
Quand le LHC fournira les données, un flux de plusieurs gigabits par seconde atteindra les Tiers-1. Ces instituts se connectent aux Tiers-2 laboratoires, à d'autres réseaux et à l'internet. Au total, 140 centres informatiques, répartis sur 33 pays seront concernés. Lorsque le LHC fonctionnera à 14 TeV, les données produites annuellement atteindront 15 millions de Go, soit 15 pétaoctets.
Aux données de physique issues de collisions du faisceau s'ajoutent les données produites par les rayonnements cosmiques (utilisées pour tester les détecteurs avant que le LHC ne fonctionne), ainsi que les données issues des simulations informatiques réalisées sur la grille de calcul LCG.
La majorité des sites impliqués dans le projet LCG utilisent aussi leurs ressources informatiques pour d'autres projets scientifiques. En particulier, en Europe, la grille EGEE est ouverte aux scientifiques de nombreuses disciplines hors de la physique des particules tout en utilisant la même infrastructure logicielle que WLCG.
Tout particulier peut aussi aider le traitement de ces données en utilisant le LHC@Home.

## Les détecteurs

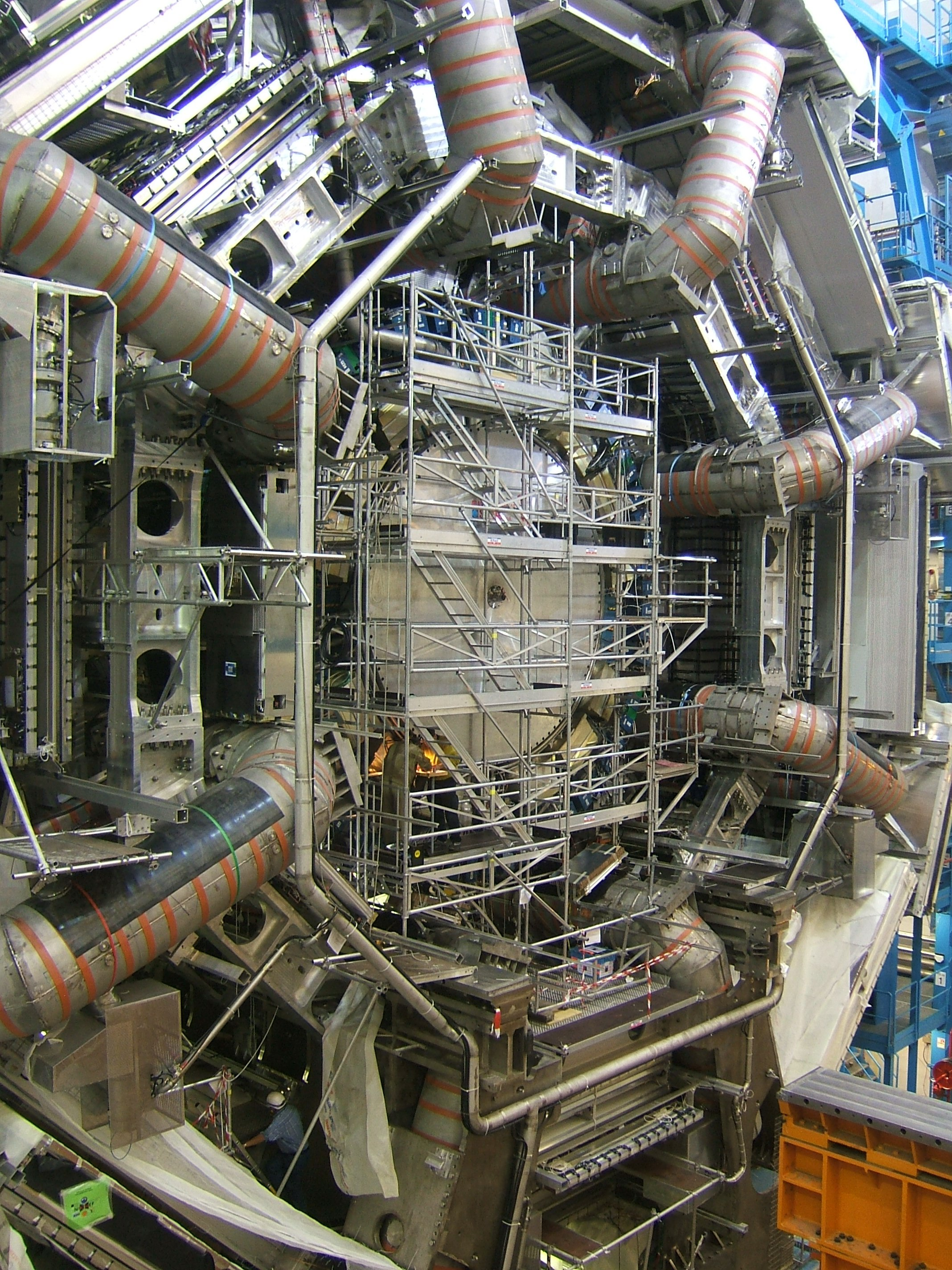
Le détecteur ATLAS en cours d'assemblage.

Lors de la construction du tunnel du LEP, huit grandes cavités avaient été aménagées afin d'abriter un détecteur de grande taille. Ces cavités étaient surmontées d'un tunnel vertical afin d'y descendre l'instrumentation du détecteur. Quatre de ces emplacements abritaient les détecteurs du LEP (ALEPH, DELPHI, OPAL et L3). Certains ont été réutilisés pour les quatre grands détecteurs du LHC, ATLAS, CMS, ALICE et LHCb.
À ceux-ci se sont par la suite greffés deux autres détecteurs, de taille plus modeste, TOTEM et LHCf. Ces derniers se distinguent également par le fait qu'ils n'analysent pas le résultat des collisions frontales entre particules : en fait, ils s'intéressent à ce qu'on appelle les « particules à petits angles », c'est-à-dire les particules qui se sont simplement effleurées lors du croisement des paquets, et ont ainsi été déviées de leurs trajectoires sans entrer en collision.
Les détecteurs équipant le LHC sont donc ATLAS, CMS, TOTEM, LHCb, ALICE, LHCf, MoEDAL et FASER. Les deux premiers, basés sur des solutions technologiques différentes, étudieront la physique des particules, en particulier la recherche du boson de Higgs et des particules supersymétriques. TOTEM, de taille plus modeste, est destiné à la mesure de la section efficace des protons. LHCb étudiera la violation de la symétrie CP par l'intermédiaire de particules produites lors des collisions proton-proton et contenant un quark b (d'où son nom). ALICE étudiera la physique nucléaire dans le mode de collision d'ions lourds. LHCf, également de taille modeste, sera destiné à l'étude des particules produites dans un angle très petit de la trajectoire des protons incidents, permettant ainsi de mieux appréhender le phénomène d'interaction des rayons cosmiques de très haute énergie avec la haute atmosphère terrestre. MoEDAL, a pour mission de rechercher des monopôles magnétiques, une particule hypothétique portant une charge magnétique. Enfin, FASER cherche à détecter des particules hypothétiques de très faible masse d'interactions électromagnétique ou faible.
| Octant                                      | Nom    | Description | Ancien détecteur du LEP |
| ------------------------------------------- | ------ | --- | ----------------------- |
| 1                                           | ATLAS  | Détecteur de particules par plusieurs couches concentriques de calorimètres. 46 m de long, 25 m de large, 25 m de haut. Masse : 7 000 tonnes.                                                               | —                       |
| 1 (à 140 mètres de part et d'autre d'ATLAS) | LHCf   | Étude des particules produites « vers l'avant », afin de simuler les effets des rayons cosmiques. Deux détecteurs de 30 cm de long, 10 cm de large, 80 cm de haut. Masse : 2×40 kg.                         | —                       |
| 1 (à 480 mètres d'ATLAS)                    | FASER  | Rechercher de nouvelles particules légères et interagissant faiblement, comme les photons sombres, les particules de type axion et les neutrinos stériles accompagnant de rares désintégrations de hadrons. | —                       |
| 2                                           | ALICE  | Détecteur d'interactions entre ions lourds. 26 m de long, 16 m de large, 16 m de haut. Masse : 10 000 tonnes.                                                                                               | L3                      |
| 3                                           | —      | Entretien du faisceau |                         |
| 4                                           | —      | — | ALEPH                   |
| 5                                           | CMS    | Solénoïde compact à muons. 21 m de long, 15 m de large, 15 m de haut. Masse : 12 500 tonnes. | —                       |
| 5 (de part et d'autre du CMS)               | TOTEM  | « Télescope » mesurant la section efficace entre deux protons à 14 TeV. Plusieurs éléments de 5 m de large et de haut maximum, répartis sur 440 m. Masse totale : 20 tonnes,.                               | —                       |
| 6                                           | —      | Purge du faisceau | OPAL                    |
| 7                                           | —      | Entretien du faisceau | —                       |
| 8                                           | LHCb   | Mesures des asymétries entre matière et antimatière. 21 m de long, 13 m de large, 10 m de haut. Masse : 5 600 tonnes.                                                                                       | DELPHI                  |
| 8                                           | MoEDAL | Recherche du monopôle magnétique | —                       |

L'injection des faisceaux se fait entre les octants 1 et 2 et les octants 1 et 8 (c'est-à-dire entre les détecteurs ALICE et ATLAS d'une part et LHCb et ATLAS d'autre part).

## Découvertes
Deux ans après le début des expériences, des chercheurs travaillant sur ATLAS ont annoncé avoir observé pour la première fois un état du bottomonium prédit par la théorie, le méson chi b.
Fin avril 2012, des chercheurs travaillant sur CMS ont annoncé sur le site de prépublication arXiv la découverte d'un nouveau baryon de type b excité, nommé Ξb*0,.
Le 4 juillet 2012, le CERN annonce, lors d'une conférence, avoir identifié, avec un degré de confiance de 99,99997 % (5 σ), un nouveau boson dans un domaine de masse de l'ordre de 125–126 GeV c−2, qui paraît compatible avec celui du boson de Higgs. L'annonce est suivie, le 17 septembre 2012, par la publication de deux articles dans la revue Physics Letters B,. Le 15 mars 2013, le CERN confirme que, selon toute vraisemblance, il s'agit bien du boson de Higgs.

## Le coût du LHC
Le coût de construction, en incluant les salaires, du LHC a été de 8,9 milliards d'euros, partagé entre le CERN (60 %) et 608 autres institutions distribuées dans 113 pays.

## Le LHC dans l'art et la culture
Avant même sa mise en service, le LHC était présent dans quelques œuvres culturelles. Ainsi, dans son livre Anges et démons (Angels and Demons), Dan Brown évoque le LHC.
Le LHC est au centre de l'intrigue du roman de Robert J. Sawyer, Flashforward. Dans ce livre, une expérience menée au LHC permet à toute l'Humanité d'avoir un aperçu de son avenir 20 ans plus tard pendant quelques minutes.
Le LHC fait également l'objet d'une mise en lumière dans un épisode de South Park, est mentionné dans un épisode de la série Eurêka (dans lequel il est surpassé par un autre accélérateur), et a été évoqué dans un épisode de la sitcom The Middle ainsi que dans The Big Bang Theory.
Le jeu vidéo Scribblenauts permet de faire apparaître le LHC en écrivant son nom. Le fait de l'activer fait immédiatement apparaître un trou noir, clin d'œil au phénomène médiatique ayant entouré sa mise en service.
Dans Steins;Gate, le LHC serait utilisé par le SERN (déformation de CERN) pour générer des mini trous noirs et permettre le transfert de matière organique à travers le temps.
Decay est un film d'horreur créé en 2012 par Luke Thompson, alors étudiant britannique au CERN. L'action se déroule au sein-même du LHC. Ce film a été tourné sur le site du CERN sans le consentement de l'administration, qui n'a toutefois pas cherché à empêcher la diffusion du film sur Internet,.
Dans la série Umbrella Academy de Netflix, durant la saison 3 (2022), épisode 8, Diego, joué par David Castañeda, propose de se rendre au LHC pour que ses frères fassent de la science afin de sauver le monde. Plutôt ignorant, il se fait reprendre car il parle de « large hard-on accelerator » (littéralement, « gros accélérateur d'érection ») dans la version anglaise ou de « grand accélérateur de particules d'étrons » dans la version française. Il précise aussi que c'est en Suisse, en référence au siège du CERN, bien que 80 % du LHC soit en réalité situé en France, dans le pays de Gex.
L'auteure Claire Rengade a écrit une pièce de théâtre, Les Terriens, en s'inspirant d'une résidence d'écriture réalisée au CERN. La pièce évoque en toile de fond le LHC et sa construction, même s'il n'est pas nommé directement.
Le Large Hadron Collider a aussi fait son entrée dans le monde musical :
- fin juillet 2008, Katherine McAlpine alias Alpinecat, a mis en ligne le Large Hadron Rap sur Youtube[74]. McAlpine travaille dans le service de presse du CERN et a créé ce rap en collaboration avec des collègues. Le texte de cette œuvre, plutôt simple sur le plan musical, est une introduction ludique au mode de fonctionnement de l'instrument scientifique ;
- une autre mise en musique de ce sujet, mais nettement plus critique, a été réalisée par le groupe Canyayeda et porte le titre Blind Man[75] ;
- le groupe Les Horribles Cernettes fait référence au LHC à la fois dans son nom et dans le texte de ses chansons.
- l'une des parties de l'œuvre Antimatter du musicien Bernd Kistenmacher est intitulée Large Hadron Collider.
- le youtubeur anglophone acapellascience a posté une reprise de Started from a bottom appelée Started from a bottom quark dont les paroles évoquent de manière poétique les collisions ayant lieu au LHC. Le clip a pour décors les locaux du Cern ;
- Le groupe de thrash metal Megadeth a utilisé une photographie du LHC pour illustrer la pochette de son album Super Collider.

## L'avenir du LHC

### Le Grand collisionneur de hadrons à haute luminosité
Le Grand collisionneur de hadrons à haute luminosité (HL-LHC de l'anglais High Luminosity Large Hadron Collider) est une amélioration du LHC décidée en 2010 prévue pour être opérationnelle en 2026 et devant permettre de multiplier par un facteur de 5 à 10 les collisions
.

### Futur collisionneur circulaire
Le Futur Collisionneur Circulaire (FCC, en anglais Future Circular Collider) est une étude de conception complète du projet qui succédera au Grand Collisionneur de hadrons (étude post-LHC) qui prévoit un nouveau tunnel long de 80 à 100 kilomètres,